# 德国经济史
德國在19世紀初期仍是是一個由眾多不同規模和發展的國家組成的邦聯，其保留了前工業化社會的特徵，其中貿易以許多自由城市為中心。在1840年代鐵路網的廣泛發展之後，快速的經濟增長和現代化引發了工業化進程。到1900年德國已成為歐洲最大的經濟體，其在幾個關鍵部門確立了主導地位，如化學和鋼鐵工業。德國工業以其高產能、持久的競爭力著稱，它隨後與美國和英國展開了保護主義的貿易戰。
到第二次世界大戰結束時，德國的經濟基礎設施被完全摧毀。西德在馬歇爾計劃提供的財政支持下開始了重建計劃，並在經濟部長路德維希·艾哈德的經濟原則的指導下，在1950年代和1960年代創造了經濟奇蹟。作為戰爭賠款計劃的第一步，東德最後剩下的經濟設施被蘇聯佔領軍拆除。該國融入了社會主義計劃經濟的東方集團體系。它在生活水平方面遠遠落後，工業污染非常嚴重，直到1990年被西德吸收並在資本主義下重建。當代德國在最大的幾個經濟體中擁有高技能勞動力，是歐洲最大的高品質商品出口國，它出口的商品主要是汽車、機械、醫藥、化工和電氣產品等，2020年德國的GDP 為3.806萬億美元。